# Pohár Lokomotivu
Pohár Lokomotivu je trofej udělovaná vítězi prvního zápasu KHL, ve kterém proti sobě hraje poslední držitel Gagarinova poháru a finalista play-off KHL. V roce 2011 byl pojmenován na počest zesnulých členů týmu Lokomotiv Jaroslavl při letecké havárii.

## Držitelé
| Z   | ze Západní konference                                     |
| V   | z Východní konference                                     |
| N/A | N/A, Konference KHL byly přebudovány po druhé sezóně KHL. |

| Sezóna  | Datum zápasu   | Předešlá sezóna Vítěz Gagarinova poháru | Předešlá sezóna Vítěz Gagarinova poháru | Předešlá sezóna Finalista play-off | Předešlá sezóna Finalista play-off | Výsledek        | Místo                         | Ref   |
| ------- | -------------- | --------------------------------------- | --------------------------------------- | ---------------------------------- | ---------------------------------- | --------------- | ----------------------------- | ----- |
| 2008-09 | 2. září 2008   | N/A                                     | Salavat Julajev Ufa                     | N/A                                | Lokomotiv Jaroslavl                | 4 – 1           | Ufa Arena, Ufa                |       |
| 2009/10 | 10. září 2009  | V                                       | Ak Bars Kazaň                           | Z                                  | Lokomotiv Jaroslavl                | 3 – 2 (v prod.) | Tatněfť-Arena, Kazaň          |       |
| 2010/11 | 8. září 2010   | V                                       | Ak Bars Kazaň                           | Z                                  | OHK Dynamo Moskva                  | 1 – 3           | Tatněfť-Arena, Kazaň          | [ 1 ] |
| 2011/12 | 12. září 2011  | V                                       | Salavat Julajev Ufa                     | Z                                  | Atlant Mytišči                     | 5 – 3           | Ufa Arena, Ufa                |       |
| 2012/13 | 4. září 2012   | Z                                       | OHK Dynamo Moskva                       | V                                  | Avangard Omsk                      | 3 – 2 sn        | Megasport Arena, Moskva       |       |
| 2013/14 | 4. září 2013   | Z                                       | OHK Dynamo Moskva                       | V                                  | Traktor Čeljabinsk                 | 5 – 1           | Megasport Arena, Moskva       |       |
| 2014/15 | 3. září 2014   | V                                       | Metallurg Magnitogorsk                  | Z                                  | OHK Dynamo Moskva                  | 6 – 1           | Arena Metallurg, Magnitogorsk |       |
| 2015/16 | 24. srpna 2015 | Z                                       | SKA Petrohrad                           | Z                                  | HC CSKA Moskva                     | 3 – 4 (v prod.) | Ledový palác, Petrohrad       | [ 2 ] |
| 2016/17 | 22. srpna 2016 | V                                       | Metallurg Magnitogorsk                  | Z                                  | HC CSKA Moskva                     | 3 – 2           | Arena Metallurg, Magnitogorsk |       |
| 2017/18 | 21. srpna 2017 | Z                                       | SKA Petrohrad                           | Z                                  | HC CSKA Moskva                     | 4 – 2           | Ledový palác, Petrohrad       |       |